# Храстовець-в-Словенських Горицях
Храстовець-в-Словенських Горицях (словен. Hrastovec v Slovenskih goricah) — поселення в общині Ленарт, Подравський регіон‎, Словенія.